# Surfclub Warendorf
Der Surfclub Warendorf e. V. ist ein deutscher Wassersportverein in Warendorf (Nordrhein-Westfalen). Die Bundesligamannschaft wurde 2008 Deutscher Meister.

## Geschichte
Der Verein ging aus der 1978 von Christian Kobisch gegründeten Surf Interessen Gemeinschaft (SIG) hervor. Die Gründung ermöglichte es erst, den Warendorfer Kottrupsee als Surfrevier zu erschließen. 1980 übergab Kobisch die Leitung an Dietmar Mersmann. 1986 wurde aus der Interessengemeinschaft der Surfclub Warendorf e. V. Der Verein wurde am 19. März 1986 mit 13 Mitgliedern gegründet. Am 24. Mai 1986 fand die erste Mitgliederversammlung mit bereits 94 Teilnehmern statt. 1987 hatte der Verein 300 Mitglieder. 1989 schloss sich der Verein dem Deutschen Segler-Verband an und unternahm die erste Vereinsfahrt zum Veluwemeer in den Niederlanden. Zwei Mannschaften starteten 1991 in der Bundesliga West. 1997 endete die Teilnahme an der Bundesliga West vorläufig. 2002 bildete der Verein erneut eine Bundesligamannschaft. Im September 2008 wurde die Bundesligamannschaft mit Alexander Becker, Malte Kumpf, Stefan Sieme und Yannick Wild auf dem Tenderingssee bei Dinslaken Deutscher Meister.